# Ошац
О́шац (нем. Oschatz [ˈoːʃats], в.-луж. Woseč, ист. чеш. Ožice) — город в Германии, в земле Саксония. Подчинён административному округу Лейпциг. Входит в состав района Северная Саксония.
Население составляет 15266 человек (на 31 декабря 2010 года). Занимает площадь 55,31 км². Официальный код — 14 3 89 240.

## Фотографии
- Санкт Эгидиен
- Земельная садовая выставка 2006 года
- Колодец 1589 года на Новом рынке в Ошаце